# Street Fighter EX Plus
Street Fighter EX Plus est un jeu vidéo de  combat développé par Arika, et édité par Capcom en mars 1997 sur système d'arcade ZN-1. Bien que second titre de la série EX, ce n'est qu'une mise à jour du jeu original, Street Fighter EX,.

## Description
C'est une version de Street Fighter EX remise à jour, qui rend tous les personnages désormais sélectionnables, mais en ajoute 4 nouveaux qui eux, sont cachés :  Evil Ryu (Street Fighter Alpha 2), une version différente de Hokuto appelée « Bloody Hokuto » et deux caméos appelés « Cycloid β » and « Cycloid γ ». Ces deux derniers personnages utilisent les coups de tous les personnages.
Les musiques sont les mêmes que dans le jeu original (le système n'ayant pas changé entre les deux), mais les couleurs sont revues : le logo a changé de couleur, ainsi que le fond bleu des écrans de sélection de personnages et de l'écran VS, passés au vert. De plus, les mentions FIRST ATTACK"; "REVERSAL" & "TECH HIT" indiquent désormais les bonus qu'ils ajoutent à la jauge de combo...
Les stages sont également revus : l'eau du stage de D.Dark est désormais rouge sang, l'herbe verte du stage estival de Ken a viré au jaune de l'automne, le stage de Guile & Allen, auparavant montré au crépuscule, est dans cette version montré à l'aube, tandis que celui de Blair et Cracker Jack, auparavant montré à l'aube, est désormais montré à la tombée de la nuit. Les lampadaires du stage de Kairi & Hokuto se parent d'une lueur verte, et le sol en damier carrelé du Stage de Skullomania s'est paré d'une lueur rouge. Le Palais de Pullum, originellement aux rideaux rouges et au tapis bleu, s'est magiquement paré d'un fuchsia ultra-flashy. Le stage de Chun-Li, originellement de plein jour, est maintenant montré au crépuscule et sur un tapis violet (originellement rouge). Enfin, le stage de BIson montre un ciel orange aux nuages rosâtres, alors que dans la version originale il était vert.
Ces changements de couleur sur le jeu peuvent nous rappeler le changement de palettes de couleur du logo, des personnages, et des niveaux opéré par Capcom sur Street Fighter II' : Hyper Fighting, afin de cacheter le côté "officiel" de la mise à jour du jeu face à des hacks illégaux du titre Street Fighter II' : Champion Edition.

## Système de jeu
Le système reste identique au jeu original : 9 combats d'un ou plusieurs rounds s'enchainent contre des adversaires contrôlés par l'ordinateur. Le joueur doit vaincre ces personnages par celui qu'il a choisi au préalable pour affronter le boss final (Bison ou Garuda) , et, s'il le bat, finir le jeu.
Les moveset (listes de coups) restent inchangés, et sont fidèles aux coups spéciaux utilisés par ces derniers dans leurs séries d'origine.

## Personnages
Tous les personnages sont sélectionnables, mais les boss & cachés doivent d'abord être débloqués. 

### Principaux
- Ryu
- Ken
- Chun-Li
- Zangief
- Guile
- Hokuto
- Doctrine Dark
- Pullum Purna
- Cracker Jack
- Skullomania
- Blair Dame
- Allen Snider
- Kairi
- Darun Mister

### Cachés
- Akuma / Gouki
- Evil Ryu
- Bloody Hokuto
- Cycloid β
- Cycloid γ

### Boss
- Garuda
- M. Bison

## Portage
Un seul portage, la version PlayStation : Street Fighter EX Plus α ou Street Fighter EX Plus Alpha, sortie quelques mois après Street Fighter EX Plus, en juillet 1997.
Arrivée de Dhalsim et Sakura Kasugano et de modes de jeu supplémentaires : outre les traditionnels VS, Team, Time Attack & Survival, des modes de jeu assez peu usuels font leur entrée : le mode Expert, ou le joueur doit réussir à effectuer une série de coups spéciaux et Combos imposés, et le Mode Barrel Bonus (Tonneaux) qui effectue ici son grand retour après Street Fighter II,.
Un mode Watch est également proposé, ou le joueur peut assister à des combats entre deux personnages contrôlés par l'ordinateur, sous différentes vues (notamment la 1re personne), afin de montrer les capacités 3D du jeu et de servir d'accroche pour les magasins de l'époque.

## Critiques
Le jeu a reçu d'assez bonnes critiques dans l'ensemble, et la 3D est potable pour l'époque. Le mode Expert (ainsi que le mode Barrel qui se débloque une fois ce dernier terminé) offre une durée de vie importante au jeu. Plutôt bon dans sa jouabilité, les combos se valident proprement et s'enchaînent autant que possible, pour la jauge de combo à 3 niveaux classique de Street Fighter Alpha: Warriors' Dreams. La technique est présente, et est poussée grâce au mode Expert ou le joueur peut apprendre à reconnaître et pratiquer les coups. Mais les combos demandés en fins de séries sont compliqués et induisent souvent la gestion du temps, requièrant ainsi de pousser l'apprentissage du maniement des personnages.
Mais un point négatif persistant sur l'ensemble de la série EX, et source potentielle de son échec commercial, reste l'absence de fins concrètes ou d'une histoire sérieuse. L'histoire des personnages et du jeu en général est bâclée, quand elle ne tient pas sur le verso d' un ticket de caisse. Les personnages d'Arika n'ayant pas la notoriété de leurs confrères de Capcom, ils ne captent que moyennement l'intérêt des joueurs malgré pourtant des prémisses intéressantes, comme Skullomania le V.R.P. japonais qui a une révélation en enfilant un justaucorps façon squelette, Doctrine Dark le commando allemand psychotique passé à tabac par Rolento et poursuivant Guile ou encore Blair Dame, la fille de millionnaires européens partant en tour du monde accompagnée de son garde du corps Cracker Jack, lui-même fugitif de Shadaloo. Une autre raison est le fait que la plupart des personnages d'Arika sont des mélanges de personnages de Capcom et d'artworks de personnages créés par Arika : Pullum Purna est par exemple un mélange de Dee Jay et Elena de Street Fighter, ainsi que de Luca de la franchise Star Gladiator et de Rouge de la franchise Power Stone...
Les vidéos de fin, seule entrée dans l'histoire des personnages, sont peu crédibles ou peu originales pour certains personnages comme Chun-Li qui fait seulement des enchainement pour s'entrainer, Ken qui se contente de faire un dragon punch répété ou encore Bison qui fait une démonstration de gymnastique. En bref, le jeu lui-même ne donne aucune information sur les passés des personnages pourtant nouveaux venus dans une franchise légendaire, et donc ne permettent pas aux fans de se les approprier.